# آزمایشگاه کاوندیش

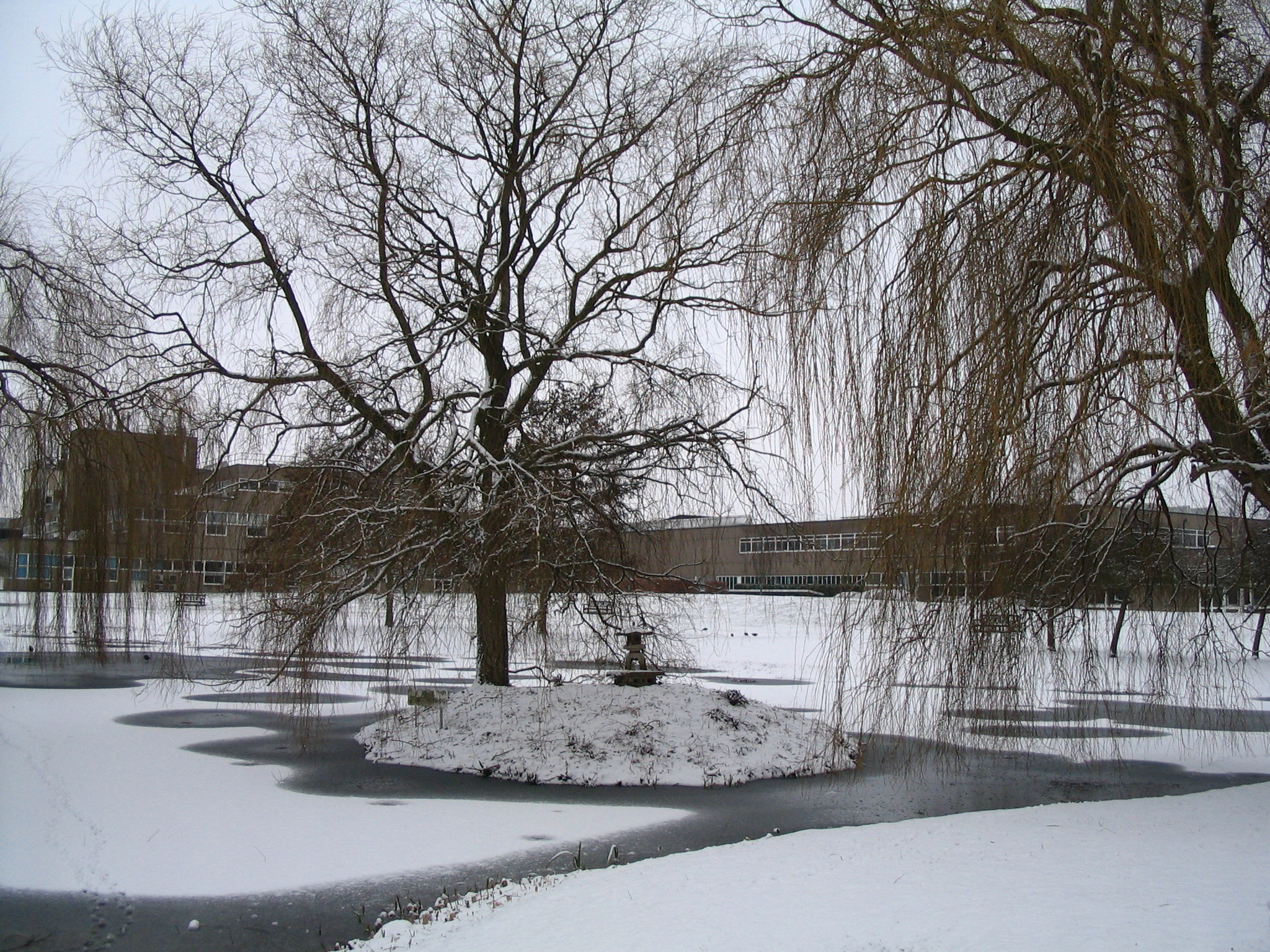
نمای جنوبی آزمایشگاه در محل فعلی آن، آنطور که از امتداد دریاچه دیده می‌شود.

آزمایشگاه کاوندیش (به انگلیسی: Cavendish Laboratory) گروه فیزیک در دانشگاه کمبریج و بخشی از دانشکده علوم فیزیکی آن دانشگاه است. این آزمایشگاه، ۱۸۷۴، به عنوان یک آزمایشگاه آموزشی زیرنظر جیمز کلرک ماکس‌وِل، نخستین استاد فیزیک آزمایشی، بنیان شد. تا آن زمان، فیزیک، نظری بود و بخشی از ریاضیات در نظر گرفته می‌شد. ۱۸۷۹، ماکسول در ۴۸ سالگی درگذشت و مدیریت آزمایشگاه به لرد ریلی سپرده شد که مسئول راه‌اندازی یک دوره ساختارمند آموزشی در فیزیک تجربی بود. دوره‌ای که همچنان هسته برنامه‌های آموزشی آزمایشگاه مانده‌است.

## استادان فیزیک کاوندیش
استادان کاوندیش به رئیسان آزمایشگاه گفته می‌شود. این عنوان تا زمان پروفسور پیپارد به معنی ریاست گروه فیزیک نیز بود، اما در زمان او، این دو نقش جدا شدند.
- جیمز کلرک ماکسول ۱۸۷۱–۱۸۷۹
- لرد ریلی ۱۸۷۹–۱۸۸۴
- جوزف جان تامسون ۱۸۸۴–۱۹۱۹
- ارنست رادرفورد ۱۹۱۹–۱۹۳۷
- ویلیام لارنس براگ ۱۹۳۸–۱۹۵۳
- نویل فرانسیس مات ۱۹۵۴–۱۹۷۱
- برایان پیپارد ۱۹۷۱–۱۹۸۴
- سام ادواردز ۱۹۸۴–۱۹۹۵
- ریچارد فرند ۱۹۹۵-کنون[۳]